# Sorex lyelli
Sorex lyelli är en däggdjursart som beskrevs av Clinton Hart Merriam 1902. Sorex lyelli ingår i släktet Sorex och familjen näbbmöss. IUCN kategoriserar arten globalt som livskraftig. Inga underarter finns listade i Catalogue of Life.
Arten når en absolut längd av 88 till 108 mm, inklusive en 36 till 43 mm lång svans. Den har 11 till 12 mm långa bakfötter och cirka 6 mm långa öron. Pälsen på ovansidan är allmänt olivbrun och undersidan är täckt av gråaktig päls. På varje sida av överkäken förekommer mellan framtänderna och premolarerna flera enkelspetsiga tänder. Av dessa är de första två störst, den tredje lite mindre och den fjärde ännu mindre.
Denna näbbmus förekommer i västra USA i Yosemite nationalpark och i andra regioner kring Mount Lyell. Den vistas i områden som ligger 2100 till 3155 meter över havet. Arten lever i fuktiga landskap som ängar intill vattendrag, regioner som domineras av växter från malörtssläktet eller träskmarker.
Individerna är främst aktiva på morgonen och på kvällen men de letar även under andra tider efter föda. Arten äter huvudsakligen insekter, daggmaskar, blötdjur och andra ryggradslösa djur.